# Convocazioni alla Coppa panamericana maschile di pallavolo 2019
Elenco dei giocatori convocati per la Coppa panamericana 2019.

## Argentina
| N° | Nome                | Ruolo | Data di nascita   | Squadra               |
| -- | ------------------- | ----- | ----------------- | --------------------- |
| -  | Fabián Muraco       | All   | 15 maggio 1966    | UNTreF                |
| 1  | Matías Sánchez      | P     | 20 settembre 1996 | Obras Sanitarias      |
| 3  | Luciano Palonsky    | S     | 8 luglio 1999     | Ciudad                |
| 4  | Maximiliano Cavanna | P     | 2 luglio 1988     | UPCN                  |
| 7  | Matías Giraudo      | P     | 13 marzo 1998     | Emma Villas           |
| 8  | Nicolás Zerba       | C     | 13 giugno 1999    | UPCN                  |
| 10 | Nicolás Bruno       | S     | 24 febbraio 1989  | Maliye Piyango        |
| 11 | Gastón Fernández    | C     | 4 agosto 1995     | River Plate           |
| 15 | Facundo Imhoff      | C     | 25 gennaio 1989   | Universitatea Craiova |
| 19 | Franco Massimino    | L     | 23 maggio 1988    | Obras Sanitarias      |
| 20 | Facundo Santucci    | L     | 6 marzo 1987      | Top Volley Latina     |
| 22 | Lisandro Zanotti    | S     | 4 ottobre 1990    | Narbonne              |
| 23 | Joaquín Gallego     | C     | 21 novembre 1996  | UNTreF                |
| 24 | Germán Johansen     | O     | 2 settembre 1995  | Unterhaching          |
| 25 | Nicolás Lazo        | S     | 16 aprile 1995    | UPCN                  |

## Canada
| N° | Nome              | Ruolo | Data di nascita  | Squadra           |
| -- | ----------------- | ----- | ---------------- | ----------------- |
| -  | John Barrett      | All   | 11 agosto 1962   | Toronto           |
| 1  | Jared Jarvis      | S     | 22 dicembre 1995 | -                 |
| 4  | Kevin LeBreux     | C     | 18 agosto 1998   | Waterloo          |
| 7  | Dylan Mortensen   | S     | 30 ottobre 1998  | Saskatchewan      |
| 8  | Andre Foreman     | L     | 22 novembre 1997 | -                 |
| 10 | Casey Schouten    | O     | 29 marzo 1994    | Netzhoppers       |
| 12 | Craig Ireland     | S     | 22 ottobre 1996  | McMaster          |
| 13 | Byron Keturakis   | P     | 11 gennaio 1996  | Narbonne          |
| 15 | Jeremy Davies     | L     | 1º maggio 1994   | Perungan Pojat    |
| 16 | Braedon Friesen   | S     | 19 gennaio 2000  | Alberta           |
| 18 | Fynnian McCarthy  | O     | 4 dicembre 1999  | Montpellier       |
| 20 | Derek Epp         | P     | 15 giugno 1998   | Trinity Western   |
| 21 | Jordan McConkey   | C     | 23 maggio 1994   | -                 |
| 22 | Blake Scheerhoorn | O     | 6 gennaio 1995   | Nantes            |
| 23 | Danny Demyanenko  | C     | 13 luglio 1994   | Spacer's Toulouse |

## Cile
| N° | Nome                | Ruolo | Data di nascita  | Squadra           |
| -- | ------------------- | ----- | ---------------- | ----------------- |
| -  | Daniel Nejamkin     | All   | 29 gennaio 1960  | -                 |
| 1  | Simón Guerra        | C     | 19 gennaio 1996  | Castêlo da Maia   |
| 2  | Vicente Ibarra      | S     | 14 maggio 2001   | ?                 |
| 3  | Gabriel Araya       | C     | 11 giugno 1995   | Linares           |
| 4  | Tomás Parraguirre   | O     | 1º marzo 1991    | Tunuyán           |
| 5  | Matías Parraguirre  | S     | 2 luglio 1987    | St. Thomas Morus  |
| 7  | Rafael Albornoz     | S     | 12 novembre 1996 | Paracao           |
| 9  | Dušan Bonačić       | S     | 19 luglio 1995   | Volley Catania    |
| 10 | Vicente Mardones    | O     | 18 dicembre 1999 | Stadio Italiano   |
| 11 | Vicente Parraguirre | S     | 14 ottobre 1994  | Laval             |
| 12 | Lucas Lavín         | L     | 15 maggio 2000   | Stadio Italiano   |
| 14 | Estebán Villarreal  | P     | 1º agosto 1997   | ?                 |
| 15 | Sebastián Castillo  | L     | 19 novembre 1995 | Linares           |
| 16 | Tomás Gago          | C     | 11 giugno 1997   | Purdue Fort Wayne |
| 19 | Matías Banda        | P     | 5 settembre 1995 | Linares           |

## Cuba
| N° | Nome               | Ruolo | Data di nascita  | Squadra          |
| -- | ------------------ | ----- | ---------------- | ---------------- |
| -  | Nicolás Vives      | All   | 24 aprile 1970   | -                |
| 1  | José Massó         | O     | 2 dicembre 1997  | Guantánamo       |
| 2  | Osniel Melgarejo   | S     | 18 dicembre 1997 | Obras Sanitarias |
| 3  | Marlon Yant        | S     | 23 maggio 2001   | Villa Clara      |
| 5  | Javier Concepción  | C     | 27 dicembre 1997 | Ciudad Habana    |
| 7  | Yonder García      | L     | 26 febbraio 1993 | Ciudad Habana    |
| 9  | Liván Osoria       | C     | 5 febbraio 1994  | Ciudad           |
| 11 | Liván Taboada      | P     | 4 ottobre 1998   | Ciudad Habana    |
| 12 | Jesús Herrera      | O     | 4 aprile 1995    | Obras Sanitarias |
| 14 | Adrián Goide       | P     | 26 giugno 1998   | Gigantes del Sur |
| 15 | Yohan León         | S     | 24 gennaio 1995  | Camagüey         |
| 17 | Roamy Alonso       | C     | 24 luglio 1997   | Matanzas         |
| 18 | Miguel Ángel López | S     | 25 marzo 1997    | Gigantes del Sur |

## Guatemala
| N° | Nome               | Ruolo | Data di nascita   | Squadra    |
| -- | ------------------ | ----- | ----------------- | ---------- |
| -  | Reider Lucas       | All   |                   | -          |
| 2  | Carlos López       | S     | 13 luglio 1997    | Maquinza   |
| 3  | Wagner Chacón      | S     | 2 marzo 1998      | Maquinza   |
| 4  | Axel Menéndez      | S     | 29 giugno 1993    | Solorzano  |
| 6  | Edras Pineda       | C     | 16 agosto 1997    | Zoom       |
| 7  | Adán Ruano         | P     | 10 marzo 1998     | Maquinza   |
| 9  | José Carrillo      | O     | 18 gennaio 2001   | Guatemala  |
| 10 | Diego Ralón        | P     | 5 gennaio 2000    | Village    |
| 12 | Tirso Pineda       | L     | 22 settembre 1984 | Zoom       |
| 14 | Brandon Chinchilla | C     | 26 ottobre 1994   | Solorzano  |
| 15 | Leonel Aragón      | O     | 20 ottobre 1995   | Zoom       |
| 16 | Gerardo González   | O     | 13 luglio 1994    | Zoom       |
| 18 | Gabriel Quiñonez   | L     | 5 novembre 1999   | Legion     |
| 19 | Jasón Hernández    | C     | 19 gennaio 2002   | Retalhuleu |
| 20 | Francisco Gamboa   | O     | 5 marzo 2003      | Izabal     |

## Messico
| N° | Nome              | Ruolo | Data di nascita   | Squadra             |
| -- | ----------------- | ----- | ----------------- | ------------------- |
| -  | Jorge Azair       | All   | -                 | -                   |
| 1  | Daniel Vargas     | O     | 1º settembre 1986 | Palandöken          |
| 3  | Alexis Garay      | O     | 9 giugno 1997     | Tapatíos de Jalisco |
| 4  | Gonzalo Ruiz      | S     | 24 aprile 1988    | Vitória             |
| 5  | Jesús Rangel      | L     | 20 settembre 1980 | Tigres UANL         |
| 9  | Axel Téllez       | C     | 8 ottobre 1999    | Tigres UANL         |
| 10 | Pedro Rangel      | P     | 16 settembre 1988 | Teruel              |
| 11 | Jorge Barajas     | S     | 7 maggio 1991     | Eilabun             |
| 14 | Jonathan Martínez | C     | 30 settembre 1991 | Chihuahua           |
| 15 | Alán Martínez     | L     | 21 gennaio 1995   | Chihuahua           |
| 16 | Miguel Chávez     | C     | 13 maggio 1996    | Sonora              |
| 17 | Néstor Orellana   | O     | 7 gennaio 1992    | Tapatíos de Jalisco |
| 20 | Julián Duarte     | S     | 19 giugno 1994    | Tigres UANL         |
| 23 | Alejandro Moreno  | S     | 6 settembre 1994  | Tigres UANL         |
| 25 | Christian Aranda  | P     | 9 aprile 1997     | Baja California     |

## Perù
| N° | Nome               | Ruolo | Data di nascita  | Squadra        |
| -- | ------------------ | ----- | ---------------- | -------------- |
| -  | Juan Carlos Gala   | All   |                  | -              |
| 1  | Daniel Urueña      | C     | 26 novembre 1997 | Vamos Peerless |
| 2  | Paul Williams      | P     | 26 maggio 1995   | Unilever       |
| 3  | Orlando Aguilar    | P     | 15 luglio 1999   | DC Asociados   |
| 7  | Eduardo Romay      | O     | 22 agosto 1995   | Regatas Lima   |
| 8  | Maikel Jaramillo   | S     | 30 marzo 1999    | Sparteam       |
| 10 | Juan Silva         | P     | 4 settembre 1999 | Regatas Lima   |
| 11 | Jonathan Nakamatsu | L     | 30 aprile 1999   | Regatas Lima   |
| 12 | Daniel Porras      | S     | 4 agosto 1998    | Unilever       |
| 13 | Benny Bernaola     | C     | 1º novembre 1990 | Regatas Lima   |
| 14 | Álvaro Hidalgo     | S     | 23 marzo 1994    | Regatas Lima   |
| 23 | Marco Calvera      | S     | 25 novembre 2000 | Unilever       |
| 24 | Benjamín Patrón    | C     | 25 ottobre 1995  | Vamos Peerless |

## Porto Rico
| N° | Nome               | Ruolo | Data di nascita   | Squadra                  |
| -- | ------------------ | ----- | ----------------- | ------------------------ |
| -  | Oswald Antonetti   | All   | 20 luglio 1977    | -                        |
| 5  | Pedro Nieves       | C     | 29 giugno 1993    | Caribes de San Sebastián |
| 12 | Kevin López        | S     | 24 aprile 1995    | Indios de Mayagüez       |
| 14 | Pelegrín Vargas    | S     | 31 luglio 1998    | Purdue Fort Wayne        |
| 15 | Jonathan Rodríguez | C     | 16 settembre 1997 | Changos de Naranjito     |
| 16 | Antonio Elías      | C     | 15 settembre 2000 | Lewis                    |
| 17 | Johan León         | S     | 12 maggio 1999    | Caribes de San Sebastián |
| 18 | Pedro Rosario      | O     | 18 maggio 1994    | Indios de Mayagüez       |
| 19 | Óscar Fiorentino   | P     | 5 febbraio 1997   | Barton                   |
| 20 | Roque Nido         | P     | 8 dicembre 1999   | NJIT                     |
| 23 | Javier Rodríguez   | O     | 15 agosto 1997    | Cafeteros de Yauco       |
| 24 | Arnel Cabrera      | L     | 11 ottobre 1994   | Mets de Guaynabo         |

## Rep. Dominicana
| N° | Nome              | Ruolo | Data di nascita  | Squadra       |
| -- | ----------------- | ----- | ---------------- | ------------- |
| -  | José Gutiérrez    | All   | -                | -             |
| 1  | Henry Tapia       | O     | 1º marzo 1992    | Eivissa       |
| 2  | Omar Jáquez       | S     | 15 marzo 1996    | Santiago      |
| 4  | Juan de Jesús     | P     | 14 novembre 1994 | Santo Domingo |
| 5  | Juan Mauricio     | L     | 18 luglio 1997   | San Francisco |
| 6  | Víctor Pérez      | C     | 8 maggio 1997    | Pedernales    |
| 7  | Mario Frías       | C     | 20 agosto 1994   | Bayaguana     |
| 8  | Henry López       | S     | 9 dicembre 1994  | Moca          |
| 9  | Braymar Tolentino | L     | 27 agosto 1996   | Bayaguana     |
| 10 | Brian Muñoz       | S     | 26 aprile 2001   | Bonao         |
| 12 | Jhoan Capellán    | P     | 6 aprile 2001    | Haina         |
| 13 | Jonathan Mercedes | C     | 18 agosto 1989   | San Francisco |
| 14 | Félix Romero      | C     | 2 maggio 1995    | Bayaguana     |
| 15 | Richi Paulino     | C     | 2 dicembre 1996  | Santiago      |
| 19 | Héctor Cruz       | S     | 12 giugno 1997   | Yamasá        |

## Stati Uniti
| N° | Nome            | Ruolo | Data di nascita  | Squadra            |
| -- | --------------- | ----- | ---------------- | ------------------ |
| -  | Milan Žarković  | All   | 15 maggio 1962   | Hawaii             |
| 2  | Price Jarman    | C     | 21 novembre 1992 | Itapetininga       |
| 3  | Jonah Seif      | P     | 30 ottobre 1994  | Sir Safety Perugia |
| 5  | James Shaw      | O     | 5 marzo 1994     | ZAKSA              |
| 7  | Joseph Worsley  | P     | 16 giugno 1997   | Hawaii             |
| 9  | Colton Cowell   | S     | 4 marzo 1997     | Hawaii             |
| 10 | Kyle Russell    | O     | 25 agosto 1993   | Charlottenburg     |
| 12 | Samuel Holt     | S     | 20 giugno 1993   | Roeselare          |
| 13 | Joshua Tuaniga  | P     | 18 marzo 1997    | CSU Long Beach     |
| 14 | David Wieczorek | S     | 3 gennaio 1996   | Pepperdine         |
| 16 | Brendan Schmidt | C     | 3 settembre 1994 | Dinamo Bucarest    |
| 17 | George Huhmann  | C     | 17 ottobre 1997  | Princeton          |
| 19 | Kyle Dagostino  | L     | 18 maggio 1995   | Stanford           |
| 22 | Kupono Fey      | L     | 21 gennaio 1995  | Argos              |
| 23 | Cody Kessel     | S     | 3 dicembre 1991  | Lüneburg           |

## Suriname
| N° | Nome                | Ruolo | Data di nascita   | Squadra      |
| -- | ------------------- | ----- | ----------------- | ------------ |
| -  | Roberto Joval       | All   |                   | -            |
| 1  | Dion Brunings       | L     | 21 novembre 1987  | Yelyco       |
| 2  | Emanuel Baumgard    | C     | 13 gennaio 1997   | Yelyco       |
| 3  | Adyante Aklemboto   | C     | 23 luglio 1997    | Vios         |
| 5  | Chikel van der Boom | S     | 1º gennaio 2000   | Vios         |
| 6  | David Pinas         | S     | 19 maggio 1994    | Livo         |
| 7  | Kevin Sportkslede   | S     | 21 ottobre 1993   | Yelyco       |
| 8  | Tariq Balboord      | O     | 4 maggio 1995     | Lyzecks      |
| 9  | Zefanio Breinburg   | O     | 26 settembre 1992 | Yellow Birds |
| 10 | Clyde Fraser        | C     | 28 maggio 1990    | Yelyco       |
| 11 | Leonel Mahabali     | P     | 9 novembre 1993   | Yellow Birds |
| 12 | Casey Foe-A-Man     | P     | 10 ottobre 1988   | Yelyco       |
| 13 | Marcel Krak         | S     | 18 maggio 1995    | Yelyco       |
| 14 | Marc Flu            | C     | 20 settembre 1985 | Yelyco       |
| 16 | Joshua Dwarkasing   | L     | 22 novembre 1995  | Yellow Birds |

## Trinidad e Tobago
| N° | Nome              | Ruolo | Data di nascita   | Squadra     |
| -- | ----------------- | ----- | ----------------- | ----------- |
| -  | Gideon Dickson    | All   |                   | -           |
| 1  | Rashaun Wright    | C     | 22 settembre 2000 | Big Sepos   |
| 4  | Varendra Basdeo   | P     | 17 marzo 1995     | Starlings   |
| 5  | Akim Bushe        | S     | 28 aprile 1992    | Big Sepos   |
| 6  | Joel Theodore     | C     | 12 giugno 1995    | Zenith      |
| 7  | Marlon Phillip    | S     | 12 settembre 1997 | Technocrats |
| 8  | Kameron Donald    | P     | 2 novembre 1998   | Big Sepos   |
| 12 | Nicholas Prescott | O     | 29 giugno 1995    | Technocrats |
| 13 | Daynte Stewart    | S     | 12 ottobre 2000   | Titans      |
| 15 | Brandon Legall    | S     | 8 luglio 1993     | Big Sepos   |
| 17 | Besson Mickel     | L     | 14 giugno 1994    | Glamorgan   |
| 20 | Ryan Stewart      | O     | 6 agosto 1990     | Glamorgan   |